# Sub Rosa (etichetta discografica)
Sub Rosa è un'etichetta discografica con sede a Bruxelles specializzata in opere di musica d'avanguardia, musica elettronica, world music e noise music. Sotto i suoi due direttori Guy-Marc Hinant e Frédéric Walheer ha pubblicato oltre 250 album di drone music, noise music, Musique concrète, musica sacra e colonne sonore e ha curato la stampa di lavori legati alle figure di artisti delle avanguardie quali Marcel Duchamp, William S. Burroughs, James Joyce e Kurt Schwitters e di compositori come Luc Ferrari, Henri Pousseur, Tod Dockstader, Nam June Paik, Francisco López. Infine, Sub Rosa ha distribuito antologie di musica tradizionale proveniente da tutto il mondo, dai canti Inuit ai Master Musicians of Joujouka, dalla musica tibetana alla Bhutanese, registrate da John Levy)

## Storia
Sub Rosa venne fondata alla fine degli anni ottanta come etichetta discografica di musica sperimentale e di colonne sonore: una delle prime uscita fu infatti Baptism, un album del gruppo Laibach realizzato per il collettivo artistico Neue Slowenische Kunst nel 1987. Il nome "Sub Rosa" è tratto dalla prima frase del libro Mille piani di Gilles Deleuze e Félix Guattari e deriva dall'espressione latina sub rosa: letteralmente tradotta come "sotto la rosa", in senso figurato significa qualcosa di segreto o celato. Nel corso dei suoi tre decenni di attività, Sub Rosa ha guadagnato lo status di culto.

## Anthology Series
Dal 2001 al 2012, Sub Rosa curò la pubblicazione della serie di Guy-Marc Hinant An Anthology of Noise & Electronic Music in sette doppi volumi. Il progettò si occupò di registrazioni di noise music e musica elettronica fatte negli ultimi 100 anni di storia da compositori quali John Cage, Captain Beefheart, Pauline Oliveros, Sun Ra, Ryoji Ikeda, Einstürzende Neubauten, Johanna M Beyer, Morton Subotnick, Sonic Youth, Stephen O' Malley, Francisco López, Steve Reich, Cabaret Voltaire e Mika Vainio.

## Electronic Music Observatory
Guy-Marc Hinant e Dominque Lohlé si occuparono anche di cinema dal 2000, tramite l'OME (Electronic Music Observatory, o Observatoire des musiques électroniques), una piccola casa di produzione di documentari sulla musica d'avanguardia creata dal secondo dopoguerra. Uno di questi progetti fu un film sulla collezione di David Toop, intitolato I never Promised You A Rose Garden: A Portrait Of David Toop Through His Records Collection.